# Christine Sverresdatter
Christine Sverresdatter en norvégien: Kristin Sverresdatter (née vers 1190 et morte en 1213) est une princesse norvégienne reine consort titulaire de Norvège, comme épouse du  corégent Philippe Simonsson, prétendant du parti des Bagler au trône de Norvège,.

## Biographie
Christine est la fille unique née de l'union du roi Sverre Sigurdsson et de  sa seconde épouse 
Margaret de Suède. Son père meurt en 1202 et sa mère retourne en Suède, en étant obligée de laisser Christine derrière elle. En 1209, elle épouse un noble norvégien Philippe Simonsson. Elle meurt en donnant naissance à leur premier né, un fils qui meurt lui aussi peu après.
Son union a été arrangée comme un des éléments de la réconciliation entre les factions des Bagler et des Birkebeiner à la fin de la période de guerres civiles. En 1208, prenant conscience qu'il ne pourrait pas y avoir une victoire totale d'une des deux factions l'évêque Nicolas Arnesson et les autres évêques de l'église de Norvège négocient un accord de paix entre Bagler et les Birkebeiner. Lors de la rencontre de Kvitsøy en 1208, le candidat au trône des Birkebeiner le roi Inge II de Norvège, reconnaît à Philippe la souveraineté sur le tiers est du pays en contre-partie Philippe accepte de ne plus revendiquer le titre royal et reconnaît Inge comme son suzerain. Afin de sceller cet accord, Philippe épouse à Oslo l'année suivante Christine la fille du roi Sverre.

## Dans la culture populaire
Elle est incarnée par Thea Sofie Loch Næss dans The Last King en 2016.

## Sources
- (en) Cet article est partiellement ou en totalité issu de l’article de Wikipédia en anglais intitulé « Christina of Norway » (voir la liste des auteurs).
- (en) Knut Gjerset, History of the Norwegian People, The Macmillan Company, New York, 1915, « King Sverre's Reign ».
- Karl Jónsson, La Saga de Sverrir, Roi de Norvège: traduite, annotée et présentée par Torfi H. Tulinius, Paris, Les Belles Lettres, coll. « Les classiques du Nord », 2010  (ISBN 2251071148)
- Lucien Musset, Les Peuples scandinaves au Moyen Âge, Paris, Presses universitaires de France, 1951, 342 p. (OCLC 3005644)